# Slag bij Wattrelos
De Slag bij Wattrelos vond plaats bij het Vlaamse (nu Franse) Wattrelos op 27 december 1566 tussen een groep calvinistische rebellen (soms "Geuzen" genoemd) en een Habsburgs-Nederlands regeringsleger. Het wordt soms gezien als een van de eerste gevechten van de Tachtigjarige Oorlog.

## Aanloop
Toen in augustus 1566 de Beeldenstorm door de Habsburgse Nederlanden raasde, grepen radicale calvinisten naar de wapenen en bezetten steden als Doornik en Valencijn; later volgden onder meer Amsterdam, Antwerpen, 's-Hertogenbosch en Maastricht. Het regeringsleger sloot het opstandige Valencijn tussen eind november en begin december 1566 in en begon de stad te belegeren. Protestantse predikers onder leiding van Petrus Datheen besloten omstreeks 15 december tijdens een synode te Nieuwkerke dat men zou overgaan tot gewapend verzet tegen de regering, en Valencijn te ontzetten. 200 geuzen van Roesbrugge, Hondschote en Poperinge onder aanvoering van Jan Denys vertrokken richting Doornik om zich daar bij hoofdmacht aan te sluiten.

## Gevechten
Maximiliaan Vilain (baron van Rassenghien), sinds 1 juni 1566 de stadhouder van Rijsels-Vlaanderen, hoorde dat de rebellen in Wattrelos waren gearriveerd. Hij stuurde 50 ruiters en 150 voetknechten op hen af, die op 27 december de groep van Denys bij Wattrelos versloegen in een veldslag. Veel rebellen vluchtten vervolgens de parochiekerk van Wattrelos in, die de regeringstroepen in brand staken. Veel opstandelingen kwamen hierbij om.

## Nasleep
Twee dagen later werden in de slag bij Lannoy (29 december) de andere geuzen verslagen, maar zij wisten voor het merendeel te vluchten; kort daarna (1 op 2 januari 1567) werd Doornik door regeringstroepen onder Filips van Noircarmes heroverd. Hierdoor kon het belegerde Valencijn niet worden ontzet, maar bleef nog bijna drie maanden uithouden. Toen op 13 maart opnieuw een geuzenleger werd afgeslacht bij Oosterweel, gaf de stad zich na hevige beschietingen over (23 maart 1567).